# Henri Pype

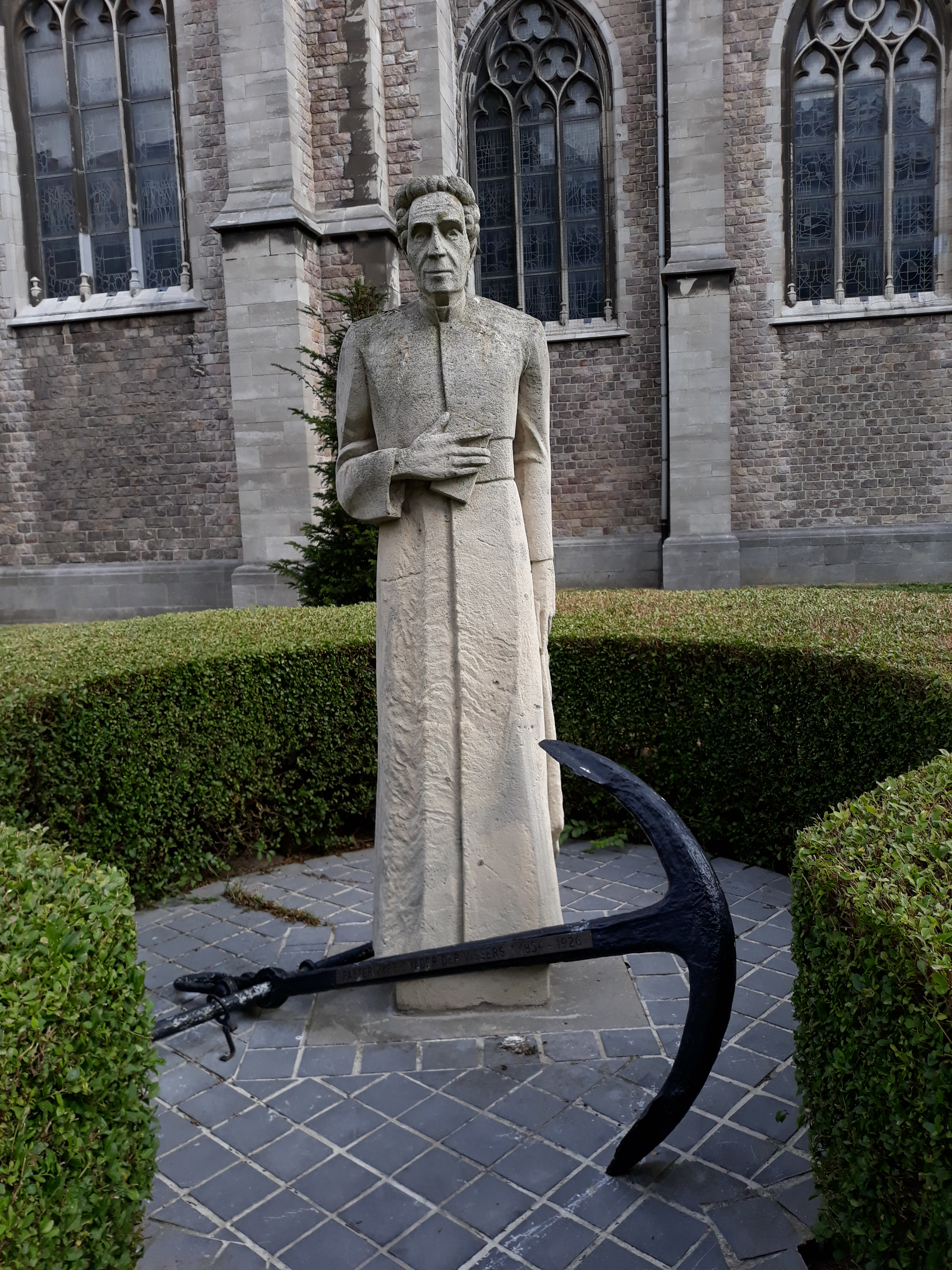
Monument van Pastoor Pype naast de Sint-Petrus- en Pauluskerk te Oostende

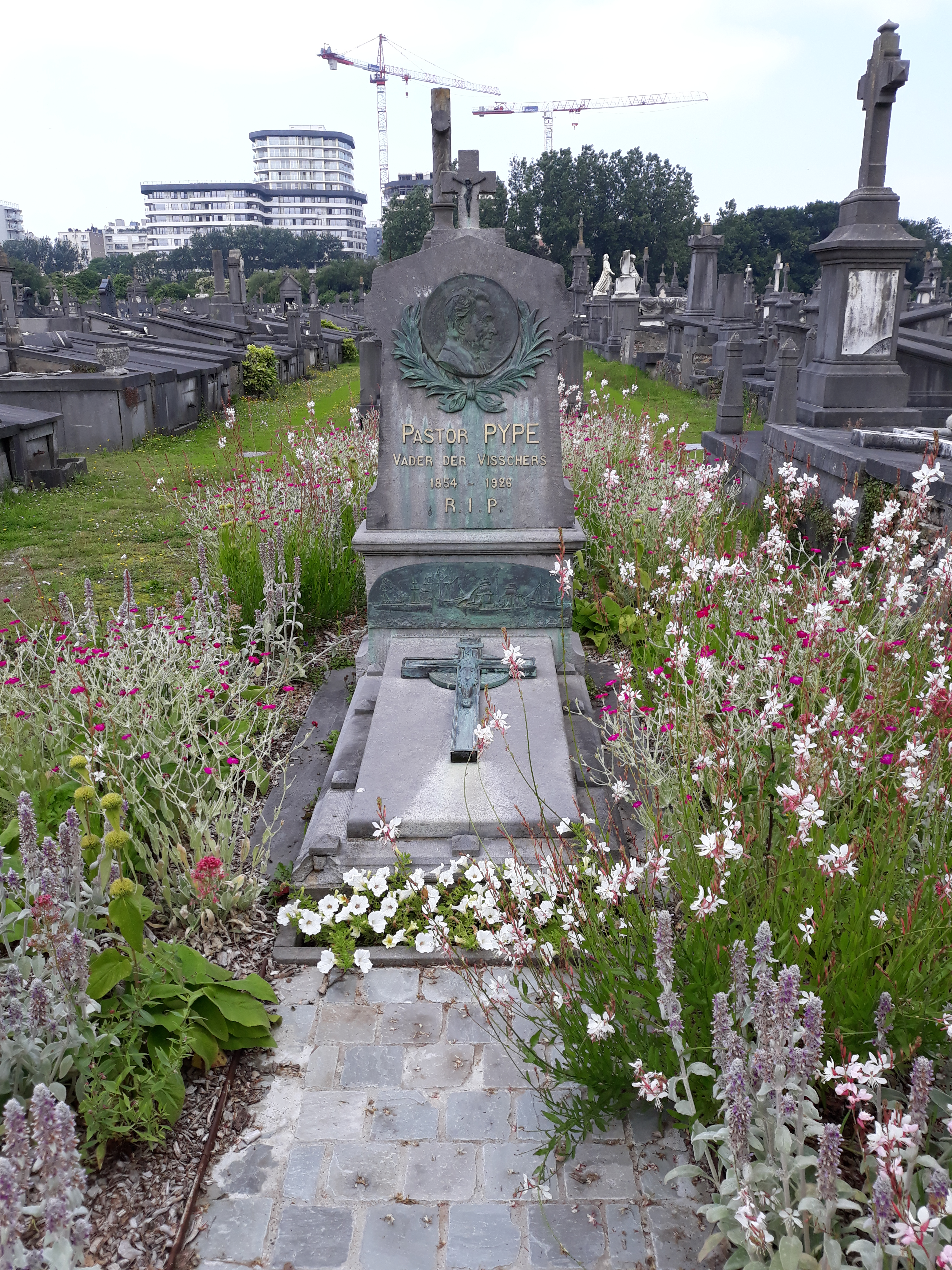
Het graf van Henri Pype op de Begraafplaats Paster Pype te Oostende

Henri Pype of Pastoor Pype, of in de volksmond ook Paster Pype (Geluwe, 12 januari 1854 - Oostende, 3 juni 1926) was een Belgische katholiek priester en aalmoezenier.

## Levensloop
Hij is geboren in de Oude Ieperstraat op Terhand (Geluwe) als zoon van Carolus-Ludovicus Pype, landman en Ursula Deltour. Pype was onderpastoor in de Sint-Petrus-en-Pauluskerk van Oostende. Als vissersaalmoezenier zette hij zich in voor de vissers en hun gezin en hij werd eervol "Vader der visschers" genoemd. Hij werd in 1886 aalmoezenier-ter-zee. In 1887 stichtte hij de Vrije Visserijschool Sint-Andreas, met een eraan toegevoegd maritiem museum.

## Eerbetoon
De Vrije Visserijschool  kreeg na zijn dood de naam Paster Pype.
Op een plantsoen naast de kerk in Oostende staat het rijzig zandstenen Paster Pypemonument uit 1939 van Karel Demuynck (1899-1949) uit Nieuwpoort en herwerkt in mei 1988 door de Oostendse grafsteenkapper Roland Boury. Dit beeld stond vele decennia boven de ingang van de Paster Pypeschool "El Mar". Toen deze school afgebroken werd, kreeg het beeld zijn uiteindelijke plaats naast de kerk.
In zijn geboortedorp Geluwe is een straat naar hem vernoemd, net als in Oostduinkerke en in Oostende. Daar is ook de Begraafplaats Paster Pype. 
Er is ook een schip genoemd naar Paster Pype. Het schip werd gebouwd op de Boelwerf in Temse en werd door de Zeemacht gebruikt als opleidingsschip.

## Publicaties
- Een boekske voor de visschers en de visschersscholen, 1890.
- Over visscherij, 1911.
- Over motoren, 1912.
- Kerkeboek voor zeelieden, 1912.
- Talrijke bijdragen in het tijdschrift De Vlaamsche Zeevisscher, onder pseudoniem Zeeman.